# Chiesa di San Domenico (Venezia)
La chiesa di San Domenico era un luogo di culto di Venezia. Come suggerisce l'intitolazione, le era annesso un convento di frati predicatori. Sorgeva nel sestiere di Castello, all'angolo tra gli attuali via Garibaldi e viale Garibaldi.

## Storia
Il complesso fu fondato per disposizione testamentaria del doge Marino Zorzi nel 1312. Nel 1317 la costruzione era già ultimata e venne solennemente consegnata ai domenicani.
Inizialmente sottoposto al monastero dei Santi Giovanni e Paolo, nel 1391 il beato Giovanni Dominici lo rese indipendente.
Nel 1506 si ebbe un primo importante rifacimento, seguito da un altro nel 1539. Nel 1581, il monastero ospitava 31 religiosi. Nel 1586 si decise di ricostruirla completamente: iniziati nel 1590, i lavori si conclusero con la riconsacrazione del 1609.
Fu sede del tribunale dell'Inquisizione veneziano dal 1560; nel carcere annesso, nel 1592, vi fu detenuto Giordano Bruno prima della sua estradizione a Roma. Il 29 aprile di ogni anno, presso un vicino ponte (non più esistente visto l'interramento del canale), i frati erano soliti bruciare i libri proibiti sequestrati nel corso dell'anno.
Nel 1806, in seguito alle soppressioni napoleoniche, convento e chiesa furono chiusi e i frati obbligati a spostarsi ai Santi Giovanni e Paolo. Successivamente il complesso fu demolito per far spazio ai Giardini Napoleonici.

## Edificio
Gli interni erano impreziositi da pregevoli opere d'arte di Jacopo Palma il Giovane, Odoardo Fialetti, Pietro Malombra e Marco Vecellio.
Vi riposavano i resti dei dogi Girolamo e Lorenzo Priuli, della letterata Cassandra Fedele e di fra' Tommaso Caffarini, familiare di santa Caterina da Siena. Presso l'altare del Nome di Dio, inoltre, si venerava un frammento della Vera Croce, oggi custodito a San Pietro di Castello.